# Supercopa alemanya de futbol 2010
La Supercopa alemanya de futbol de 2010 (2010 DFL-Supercup en alemany) va ser la primera supercopa alemanya sota aquest nom, el torneig anual que enfronta als campions de la Bundesliga i de la DFB-Pokal de la temporada anterior. Aquesta competició no s'havia disputat de manera oficial des del 1996, essent reemplaçada per la DFB Liga-Pokal entre 1997 i 2007. Des del 2008 es disputava una supercopa no oficial.
En aquesta edició, els equips enfrontats van ser el Bayern München, campió de la Bundesliga 2009-10 i de la Copa 2009-10, i el FC Schalke 04, segons classificat de la Bundesliga d'aquell any. El partit es va disputar a Augsburg. L'equip de Múnic va endur-se el trofeu després de vèncer per 2-0, gràcies als gols de Thomas Müller i Miroslav Klose.

## Detalls del partit
| Bayern de Múnic        | 2 – 0            | FC Schalke 04 |
| ---------------------- | ---------------- | ------------- |
| Müller 75' · Klose 81' | Report (alemany) |               |

| Bayern Munich | Schalke 04 |

| Bayern Múnic:  |    |                        |     |     |
|                |    |                        |     |     |
| GK             | 35 | Thomas Kraft           |     |     |
| RB             | 21 | Philipp Lahm           |     |     |
| CB             | 6  | Martín Demichelis      |     | 71' |
| CB             | 28 | Holger Badstuber       |     |     |
| LB             | 26 | Diego Contento         |     |     |
| CM             | 31 | Bastian Schweinsteiger |     | 59' |
| CM             | 23 | Danijel Pranjić        |     |     |
| RW             | 8  | Hamit Altıntop         |     | 69' |
| AM             | 25 | Thomas Müller          |     |     |
| LW             | 11 | Ivica Olić             |     |     |
| CF             | 18 | Miroslav Klose         |     |     |
| Substitutes:   |    |                        |     |     |
| GK             | 1  | Hans-Jörg Butt         |     |     |
| MF             | 16 | Andreas Ottl           | 77' | 59' |
| MF             | 44 | Anatoliy Tymoshchuk    |     | 69' |
| MF             | 20 | José Ernesto Sosa      |     | 71' |
| Manager:       |    |                        |     |     |
| Louis van Gaal |    |                        |     |     |

| Schalke 04:  |    |                       |     |     |
|              |    |                       |     |     |
| GK           | 1  | Manuel Neuer          |     |     |
| RB           | 22 | Atsuto Uchida         |     |     |
| CB           | 4  | Benedikt Höwedes      |     |     |
| CB           | 21 | Christoph Metzelder   |     |     |
| LB           | 13 | Lukas Schmitz         |     | 46' |
| CM           | 12 | Peer Kluge            |     | 46' |
| CM           | 10 | Ivan Rakitić          |     |     |
| CM           | 32 | Joel Matip            |     |     |
| AM           | 7  | Raúl                  |     |     |
| CF           | 17 | Jefferson Farfán      |     |     |
| CF           | 9  | Edu                   |     |     |
| Substitutes: |    |                       |     |     |
| GK           | 33 | Mathias Schober       |     |     |
| DF           | 14 | Kyriakos Papadopoulos |     |     |
| DF           | 3  | Sergio Escudero       |     | 46' |
| MF           | 28 | Christoph Moritz      | 87' | 46' |
| MF           | 11 | Alexander Baumjohann  |     |     |
| FW           | 8  | Hao Junmin            |     |     |
| FW           | 26 | Erik Jendrišek        |     |     |
| Manager:     |    |                       |     |     |
| Felix Magath |    |                       |     |     |

|  |  |